# Hesperiphona
Genre
Le genre Hesperiphona regroupe deux espèces d'oiseaux connus sous le nom de gros-bec, appartenant à la famille des Fringillidae.
Selon ITIS, ce genre ne serait pas valide, et serait à placer dans le genre Coccothraustes, qui contient aussi l'espèce Coccothraustes coccothraustes.

## Liste des espèces
D'après la classification de référence (version 2.2, 2009) du Congrès ornithologique international (ordre phylogénique) :
- Hesperiphona vespertina – Gros-bec errant
- Hesperiphona abeillei – Gros-bec à capuchon